# 石龙河 (讷谟尔河)
石龙河位于中华人民共和国黑龙江省五大连池市境内，是讷谟尔河右岸支流，发源于格拉球山以北朝阳乡尾山农场附近的沼泽，自北向南流经五大连池湖中的五个堰塞湖，于五大连池镇青泉村转西南流，经双泉镇一心村、三合村、团结镇永远村等地，于永发村以东汇入讷谟尔河。石龙河全长61千米，流域面积723平方千米。石龙河流域浅层地下水均为潜水性质，水位埋深较浅，多涌泉。石龙河上游的五大连池是中国第二大熔岩堰塞湖。